# Beierobisium oppositum
Beierobisium oppositum es una especie de arácnido del orden Pseudoscorpionida de la familia Gymnobisiidae.

## Distribución geográfica
Se encuentra en las Islas Malvinas.